# グリッグス郡 (ノースダコタ州)
グリッグス郡（英: Griggs County）は、アメリカ合衆国ノースダコタ州の東部に位置する郡である。2010年国勢調査での人口は2,420人であり、2000年の2,754人から12.1％減少した。郡庁所在地はクーパーズタウン市（人口984人）であり、同郡で人口最大の町でもある。

## 地理
アメリカ合衆国国勢調査局に拠れば、郡域全面積は716平方マイル (1,854.4 km2)であり、このうち陸地は708平方マイル (1,833.7 km2)、水域は8平方マイル (20.7 km2)で水域率は1.07％である。

### 主要高規格道路
- ノースダコタ州道1号線
- ノースダコタ州道45号線
- ノースダコタ州道65号線
- ノースダコタ州道200号線

### 隣接する郡
- ネルソン郡 - 北
- スティール郡 - 東
- バーンズ郡 - 南
- スタッツマン郡 - 南西
- フォスター郡 - 西
- エディ郡 - 北西

### 国立保護地域
- シブレー湖国立野生生物保護区

## 人口動態
以下は2000年の国勢調査による人口統計データである。
| 基礎データ - 人口: 2,754人 - 世帯数: 1,178 世帯 - 家族数: 781 家族 - 人口密度: 2人/km2（4人/mi2） - 住居数: 1,521軒 - 住居密度: 1軒/km2（2軒/mi2） 人種別人口構成 - 白人: 99.31% - ネイティブ・アメリカン: 0.22% - アジア人: 0.15% - その他の人種: 0.15% - 混血: 0.18% - ヒスパニック・ラテン系: 0.40% 先祖による構成 - ノルウェー系：59.7％ - ドイツ系：24.9％ 年齢別人口構成 - 18歳未満: 22.5% - 18-24歳: 4.9% - 25-44歳: 21.1% - 45-64歳: 25.8% - 65歳以上: 25.7% - 年齢の中央値:46歳 - 性比（女性100人あたり男性の人口） - 総人口: 99.4 - 18歳以上: 99.9 | 世帯と家族（対世帯数） - 18歳未満の子供がいる: 26.7% - 結婚・同居している夫婦: 59.3% - 未婚・離婚・死別女性が世帯主: 4.7% - 非家族世帯: 33.7% - 単身世帯: 31.6% - 65歳以上の老人1人暮らし: 18.6% - 平均構成人数 - 世帯: 2.29人 - 家族: 2.88人 収入と家計 - 収入の中央値 - 世帯: 29,572米ドル - 家族: 38,611米ドル - 性別 - 男性: 26,981米ドル - 女性: 19,327米ドル - 人口1人あたり収入: 16,131米ドル - 貧困線以下 - 対人口: 10.1% - 対家族数: 7.8% - 18歳未満: 10.0% - 65歳以上: 10.3% |

## 都市と町

### 都市
- ビンフォード
- クーパーズタウン - 郡庁所在地
- ハンナフォード

注: ノースダコタ州の法人化された自治体は、その大きさに拠らず全て「市」になる

### その他の町
- ジェシー
- サットン
- カーナク

### 郡区
| - アディ - ボールヒル - バートレー - ブロードビュー - ブライアン - クリアフィールド - クーパーズタウン - ドーバー | - グリーンフィールド - ヘレナ - ジェシー - キングスレー - レノラ - メイベル - パイロットマウンド | - ロムネス - ローゼンダール - スバードラップ - ティロル - ワラム - ウォッシュボーン - ウィロウ |

## アメリカ海軍の艦船
第二次世界大戦時の攻撃輸送艦USSグリッグス (APA-110)はこのグリッグス郡に因んで命名された。